# Gabriella Varga
Gabriella Varga (ur. 7 kwietnia 1982 w Budapeszcie) – węgierska florecistka.

## Życiorys
Uczestniczka igrzysk olimpijskich w Atenach (IO 2004) i Pekinie (IO 2008). Ma w dorobku szereg medali mistrzostw Europy w konkurencji indywidualnej: złoto w 2003 i brąz w 2009 roku oraz w konkurencji drużynowej: złoto 2007, srebro w 2002 i 2008, brąz w 2013 roku.